# Dilar yunnanus
Dilar yunnanus är en insektsart som beskrevs av C.-k. Yang 1986. Dilar yunnanus ingår i släktet Dilar och familjen Dilaridae. Inga underarter finns listade i Catalogue of Life.